# Halton Arp
Halton Arp (New York, 1927. március 21. – München, Németország, 2013. december 28.) amerikai csillagász, aki leginkább az ősrobbanás elméletének egyik kritikusaként ismert. Diplomáját a Harvardon szerezte 1949-ben, tudományos fokozatát a Caltechnél, 1953-ban.

## Különleges galaxisok atlasza
Elsősorban, hogy alátámassza az ősrobbanás alternatívájaként létrehozott állandó állapotú világegyetem elméletét, katalógust készített a szokatlan galaxisokról, melyet Különleges galaxisok atlasza (Atlas of Peculiar Galaxies) címen adott ki a Caltech, először 1966-ban. A katalógus 338 galaxis listáját tartalmazza. 
Bár az ősrobbanás elmélete az eltelt fél évszázadban lényegében egyeduralkodóvá vált, a katalógusban ábrázolt galaxisok nagy részéről kiderült, hogy a galaxisok fejlődésében fontos ütközéseket vagy egyéb aktivitást mutató galaxisokat ábrázolnak, így az atlasz ma ismertebb és népszerűbb, mint valaha, a benne lévő galaxisok az időközben sokkal korszerűbb műszerekkel észlelő amatőrcsillagászoknak ugyanúgy kedvelt célpontjai, mint a Hubble űrtávcsőnek.

## Díjai
- Helen B.Warner prize (1960)
- Newcomb Cleveland Award (1960) [2]
- Alexander von Humboldt Senior Scientist Award